# Logograf
Logografové byli řečtí historiografové a kronikáři před Hérodotem považovaným za zakladatele historie. Sám Hérodotos nazýval své předchůdce λογοποιοί (logopoioí). Thúkydidés používal toto označení na všechny předchůdce včetně Hérodota.
S jednou výjimkou pocházeli z oblasti Iónie a jejích ostrovů, kde se setkávali obchodníci a cestovatelé, kteří přinášeli informace o vzdálených zemích na východě a na západě. Logografové se pokoušeli racionalizovat tradice a legendy spojené se zakládáním měst, genealogií vládnoucích rodů a popisovali způsoby a zvyky jednotlivých národů. Vědecká kritika se v jejich dílech neobjevuje. Prvním známým logografem je Kadmus, který popsal historii Milétu. Prvním významným logografem v dějinách geografie byl Hekataios z Milétu.

## Soudní řeči
Pisatel soudních řečí pro strany na soudě.